# زمین‌لرزه ۱۹۵۷ آبانت
زمین‌لرزه آبانت  در تاریخ ۲۶ مه ۱۹۵۷ میلادی، برابر با ‎۵ خرداد ۱۳۳۶، ساعت ۶:۳۳:۳۵ به زمان یوتی‌سی در ترکیه ، منطقه آبانت رخ داد. ژرفای این زلزله ۱۷٫۲ کیلومتر بود. بزرگی آن ۷٫۲ در مقیاس Mw اعلام شده‌است. زمین‌لرزه به وقت محلی در روز یکشنبه، ساعت ۸ روی داده و منطقه زمانی آن یوتی‌سی +۲ بوده‌است (با لحاظ تغییر ساعت تابستانی).
سازمان زمین‌شناسی آمریکا نیز جای این زمین‌لرزه را در مختصات ۴۰°۴۲′شمالی ۳۰°۵۴′شرقی / ۴۰٫۷°شمالی ۳۰٫۹°شرقی و بزرگی آنرا برابر با ۷٫۱ در مقیاس ریشتر اعلام کرده‌است.
شمار کشتگان زلزله حدود ۵۰۰ نفر بوده‌است.تعداد زخمیان ۱۱۹ نفر برآورده شده‌است. گسل مسبب این زمین‌لرزه گسل شمال آناتولی بوده است.